# Panavia Tornado
Панавіа Торнадо (Panavia Tornado) — сімейство двомоторних багатоцільових бойових літаків із крилом змінної стріловидності, спільно розроблених і виготовлених Італією, Великою Британією та Західною Німеччиною. Існує три основних варіанти Tornado: винищувач-бомбардувальник Tornado IDS (штурмовик), літак придушення ППО противника Tornado ECR (електронна боротьба / розвідка) і винищувач-перехоплювач Tornado ADV.
«Торнадо» був розроблений і побудований Panavia Aircraft GmbH, тринаціональним консорціумом, що складається з British Aerospace (раніше British Aircraft Corporation), західно-німецькою MBB та італійською Aeritalia. Перший політ було здійсно 14 серпня 1974 року, а сам літак було прийнято на озброєння в 1979–1980 роках. Завдяки своїй багатоцільовій конструкції літак міг замінити кілька різних парків літаків прийнятих на озброєння ВПС. Королівські ВПС Саудівської Аравії стали єдиним експортним оператором Tornado на додаток до трьох початкових країн-партнерів. Тринаціональний навчальний та оцінювальний підрозділ, що працює від RAF Cottesmore, Tri-National Tornado Training Establishment, підтримував рівень міжнародної співпраці після етапу виробництва.
«Торнадо» використовувався Королівськими ВПС (англ. Royal Air Force (RAF)), ВПС Італії (італ. Aeronautica Militare Italiana) та Королівські ВПС Саудівської Аравії під час війни в Перській затоці 1991 року, під час якої «Торнадо» виконував багато проникаючих ударів на низькій висоті. Торнадо різних повітряних служб також використовувалися в боснійській війні, війні в Косово, війні в Іраку, у Лівії під час громадянської війни в Лівії 2011 року, а також у менших ролях в Афганістані, Ємені та Сирії. З урахуванням усіх варіантів було побудовано 990 літаків.

## Бойове застосування

### Війна в Перській затоці (1991)
У зоні конфлікту було розгорнуто 80 літаків «Торнадо» (42 з боку Великої Британії, 8 з боку Італії, 30 з боку Саудівської Аравії). Літаки цього типу широко застосовувалися для ведення розвідки, нанесення спочатку нічних, а потім і денних ударів по наземних цілях, а пізніше — при полюванні за іракськими «Скадами». Літаки здійснили в сумі близько 2000 вильотів.
Було втрачено 9 літаків (11 % від розгорнутих в зоні конфлікту, тобто приблизно 1 літак на 222 вильоти). Були збиті противником 8 літаків (6 англійських, 1 італійський, 1 аравійський), також одна машина втрачена з небойових причин.

### Війна в Югославії (1999)
40 винищувачів-бомбардувальників «Торнадо» (14 з боку Великої Британії, 20 з боку Німеччини і 6 з боку Італії) залучалися для нанесення ударів по наземних цілях.
За офіційними даними НАТО, літаки цього типу втрат не мали, сербська ж сторона заявляла про кілька збитих «Торнадо».

### Операція «Непохитна рішучість»
Вперше італійські Tornado брали участь в операції «Непохитна рішучість» з кінця 2014 року й до березня 2016 року. Ними було зібрано дані про 2000 цілей за 3000 льотних годин.
Чотири італійських Tornado IDS були передислоковані до Кувейту 12 серпня 2020 року, де вони замінили італійські Eurofighter Typhoon, які перебували там з 26 березня 2019 року, коли стали на заміну AMX A-11 Ghibli.
Станом на березень 2021 року італійські Tornado IDS мали 4000 годин нальоту, в розвідувальних місіях ними було зібрано дані про понад 5000 цілей.
Зазвичай для виконання розвідувальних місій італійські ВПС встановлюють на Tornado IDS підвісний модуль Rafael Reccelite II.

## Тактико-технічні характеристики
Джерело: В. Ільїн, І. Кудішін. Бойова авіація зарубіжних країн. Ілюстрований довідник.
Основні характеристики
- Екіпаж: 2 людини
- Вантажопідйомність: 9 000 кг
- Довжина: 16,72 м
- Висота: 5,95 м
- Розмах крила: 8,60 м — 13,91 м (залежно від кута стріловидності)

- Площа крила: 26,60 м ² (при куті стріловидності 25 °)
- Маса порожнього: 14 091 кг
- Максимальна злітна маса: 27 950 кг (із зовнішніми підвісками)
- Маса палива у внутрішніх баках: 4 650 кг + 440 кг (кільовий бак)
- Силова установка: 2 × ТРДДФ RB199 
  - Безфорсажна тяга: 2 × 4 380 кгс
  - Форсажна тяга: 2 × 7620 кгс

Льотні характеристики
- Максимально допустима швидкість: 2340 км/год (2,2 Маха)
- Максимальна швидкість: 1 480 км/год (на малій висоті без підвісок)
- Крейсерська швидкість: 1 112 км/год (з підвісками)
- Бойовий радіус: 1 390 км
- Перегінна дальність: 3 890 км
- Довжина пробігу: 370 м
- Максимальне перевантаження: +7,5 g

Озброєння
- Стрілецько-гарматне: 1 х 27 мм BK-27 Маузер
  - Боєзапас: 1 х 180 патронів
  - Скорострільність: 1 600 пострілів/хв
- Точки підвіски: 7
- Бойове навантаження: 9 000 кг
- Керовані ракети: УРВВ AIM-9, протирадіолокаційні HARM, ALARM, ПКР Sea Eagle, TASM
- Бомби: BL-755, Mk.83, MW-1, JP233, LAU-51A, LR-25, WE177

## Аварії та катастрофи
12 липня 2018 року літак Panavia Tornado королівських ВПС Саудівської Аравії розбився в провінції Асір при поверненні з тренувального польоту. Пілот та штурман катапультувались та були доправлені до лікарні.

## Оператори
Статистика серійного виробництва наведена за джерелами: Panavia Tornado IDS [Архівовано 10 травня 2009 у Wayback Machine.], Tornado ADV[недоступне посилання з червня 2019].
- Німеччина — побудовано 363 літака: 4 прототипи, 2 передсерійних, 322 серійних «Торнадо» IDS, 35 серійних «Торнадо» ECR.
Станом на 2015 рік на озброєнні перебувало 66 літаків Торнадо, із них 29 були придатними до бойового застосування[6].
- Велика Британія — побудовано 249 винищувачів-бомбардувальників «Торнадо» IDS: 4 прототипи, 3 передсерійних, 242 серійних для Королівських ВПС. Також побудовано 195 перехоплювачів «Торнадо» ADV: 1 передсерійний, 194 серійних для Королівських ВПС. Також вироблялися літаки для Саудівської Аравії.
- Італія — побудований 101 літак: 1 прототип, 1 передсерійний і 99 серійних «Торнадо» IDS. У 1995—2004 роках італійські ВПС експлуатували 24 взятих у лізинг британських «Торнадо» ADV.
- Саудівська Аравія — отримано 96 «Торнадо» IDS і 24 «Торнадо» ADV.